# گون‌بولدو (آیدین‌تپه)
گون‌بولدو (به ترکی استانبولی: Günbuldu) (به کردی: Files) یک منطقهٔ مسکونی در ترکیه است که در آیدین‌تپه واقع شده‌است. گون‌بولدو ۱۶ نفر جمعیت دارد.